# Ramonvila e Sent Anhan
Ramonvila e Sent Anha (francès i oficial Ramonville-Saint-Agne, occità Ramonvila e Sent Anha) és un municipi francès del departament de l'Alta Garona a la regió d'Occitània. Se situa a la part sud de la conurbació de Tolosa. En el cens de 1999 comptava 11.696 habitants i un territori de 6,46 km².